# Cinema Bizarre
Cinema Bizarre fue una banda alemana de  Glam Rock. Como mánager tenían a Tilo Wolff, cantante de la banda Lacrimosa y a Eric Burton, cantante de la banda Catastrophe Ballet, en activo desde 2005. Todas sus canciones están interpretadas en inglés.

## Miembros
Actuales

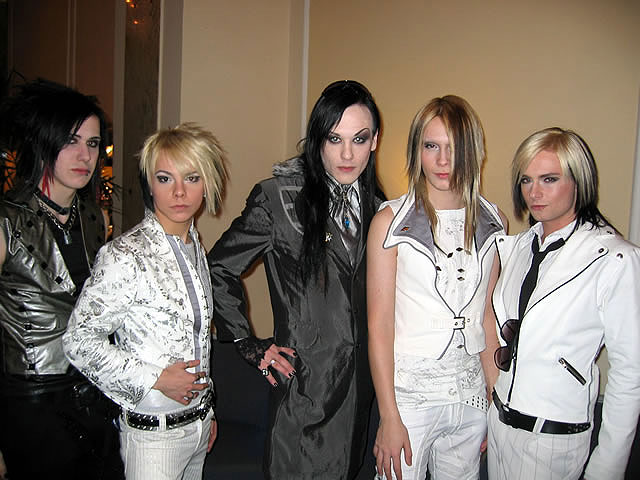

- Jack Strify (nació el 20 de agosto de 1988) - Voz
- Kiro (nació el 11 de enero de 1988)  - Bajo
- Yu Phoenix (nació el 29 de diciembre de 1988) - Guitarra
- Shin (nació el 12 de diciembre de 1989) - Batería
- Romeo (nació el 4 de agosto de 1988) - Teclado  (desde 2008)

Antiguos
- Luminor (nació el 22 de marzo de 1985, fallecido el 12 de abril de 2020) - Teclado y coros  (hasta 2008)

## Biografía
Los miembros iniciales del grupo en su creación fueron: Strify (Eduard Lieber), Yu (Hannes de Buhr), Shin (Marcel Gothow), Kiro (Carsten Schäfer) y Luminor (Lars Falkowsky). Strify y Yu se conocieron vía internet, y cuando en 2005 se celebró una convención de manga y anime en Alemania, ellos decidieron acudir y conocerse allí. Strify fue acompañado de Kiro, y entre los tres decidieron formar un grupo. A falta de batería y teclado colgaron anuncios en Internet buscando gente con gustos parecidos. Así se unió Shin al grupo. Comenzaron su carrera promocionando sus temas a través de Internet hasta que se fijó en ellos la discográfica Universal Music, con la que el grupo firmó.
En septiembre de 2007 lanzaron su primer sencillo, llamado "Love songs (They kill me)", que logró ubicarse, en su primera semana, en el noveno puesto de las listas de ventas alemanas y tuvo un gran éxito en Alemania. Un mes después se editaría el primer álbum del grupo, Final Attraction.
Cinema Bizarre se presentó a la preselección alemana para participar en el Festival de la Canción de Eurovisión de 2008 con una canción de su álbum llamada "Forever or never" (Para siempre o nunca), pero perdió por un problema de laringitis del cantante, Strify.
El 27 de noviembre de 2008 el tecladista y segundo vocalista de la banda, Luminor, anunció su salida de Cinema Bizarre aludiendo problemas de salud. Así, Romeo se une como miembro oficial del grupo y, dejando su propia banda por estar en Cinema Bizarre.
El jueves 21 de enero de 2010 la banda anuncia en su página oficial en Facebook que terminan su trabajo como banda y comienzan un descanso indefinido. Este descanso se pensaba duraría unos meses o un año, pero se ha extendido. Los integrantes de la banda han declarado en sus cuentas que por el momento Cinema Bizarre puede no regresar en un futuro cercano pero en un futuro lejano si.
Después de su receso, se anunció el proyecto de Romeo y Yu que fue Rouge Morgue Al cabo de unos meses Suzanne Makai (Suzy Banyon), anunció el fin de la banda.

## Yu Solo Project 2011-presente
Luego de un receso, Yu formó parte como guitarrista de la banda de Brandom Ashley en Estados Unidos. Al cabo de unos meses se separó para regresar a Alemania.
Yu lanzó una canción bajo el nombre de "Moonflower" con una colaboración de su amiga J'Lostein (Jamie Lostein) el 10 de noviembre de 2011.
Según información brindada por el mismo Yu, se encuentra trabajando en una nueva canción en colaboración con su amigo Tadashi.

## Yu project 2013
Yu, en compañía con Sebastiano Serafini, lanzaron su proyecto que es una banda llama MonoCrhome Hearts, empezaron este nuevo proyecto a mediados de diciembre del 2012, y se espera que sea un gran éxito en las fans que estos ya poseen, su primera canción se titula Your Knight, que será lanzada a mediados de enero, según informan los mismos integrantes de la banda, que son Yu Phoenix y Sebastiano Serafini.

## Strify Solo Project 2011-presente
Strify se cambió el nombre a Jack E. Strify para empezar su nueva carrera como solista. Desde el 'receso' de Cinema Bizarre solo se conocía la canción Lovesongs (The Kill Me) de la misma banda grabada por él en solitario en versión acústica. También hizo una serie de Dj-sets por Alemania y Rusia junto a Shin y 'Road Kill Cafe' (Un trío de chicas amigas de él), de esta forma Strify regreso al ojo público, pero al terminar estos Dj-Set se ausenta de nuevo.
Luego en sus cuentas de Twitter y Facebook anuncia que ha estado trabajando en su álbum como solista y que lanzará 3 canciones, con sus respectivos videos, en su versión 'demo' bajo el nombre "GLITTER + DIRT video trilogy" como un regalo por todo el apoyo que sus fans le han brindado después de Cinema Bizarre.

### Brave New World
"Brave New World" o 'Un Mundo Feliz' en español es una canción inspirada en el libro homónimo de Aldous Huxley. Escrita por el mismo Jack Strify, Philipp Schardt y Tom Olbrich. Y lanzada con un video en una versión corta del demo en el canal oficial de Strify el 5 de julio de 2012. El video está dirigido producido por Shin y dirigido por Strify. En la fapage de Strify puede ser escuchada la versión completa del demo.

### Sanctuary
"Sanctuary" es el segundo demo de la trilogía "GLITTER + DIRT video trilogy". Escrita por Sven Ludwig, Philipp Sutter y Jack Strify y lanzada con un video en una versión corta del demo en el canal oficial de Strify el 5 de agosto de 2012. El video está dirigido producido por Shin y dirigido por Strify. En la fapage de Strify puede ser escuchada la versión completa del demo.

### Halo (We're The Only One)
"Halo (We're The Only One)" es el tercer demo de la trilogía "GLITTER + DIRT video trilogy". La canción fue escrita por Jack Strify, Jason Perry y Tim Laws. Esta canción fue anunciada a ser lanzada a mediados de octubre de 2012, pero fue retrasado su estreno hasta noviembre. Tendría aproximadamente un mes de grabación y edición por parte de Shin. El estreno oficial fue el 5 de noviembre en el canal oficial de YouTube de Strify, en su versión Demo. A diferencia de las otras dos canciones, esta si fue lanzada de forma completa. Tuvo cerca de 20 mil reproducciones en menos de dos días, superando a sus antecesoras.

## Discografía
De estudio
- Final Attraction (2007)
- ToyZ (2009)

Compilatorios
- BANG! (2009)

Sencillos/Videos
- "Lovesongs (They Kill Me)" (2007)
- "Escape To The Stars" (2007)
- "Forever Or Never"(2008)
- "I Came 2 Party" (2009)
- "My Obsession" (2009)